# 国立病院機構やまと精神医療センター
独立行政法人国立病院機構やまと精神医療センター（どくりつぎょうせいほうじんこくりつびょういんやまとせいしんいりょうセンター）は、独立行政法人国立病院機構が運営する医療機関。旧国立療養所松籟荘。奈良県大和郡山市に位置する。政策医療分野における精神疾患、重症心身障害、長寿医療の専門医療施設であり、奈良県の精神医療の一端を担っている。また、国立病院機構として近畿唯一の精神科専門病院である。精神病床の一部は結核合併例に対応できる設備を備える。旧独立行政法人国立病院機構松籟荘病院が2011年4月1日付で名称変更した。

## 沿革
1940年（昭和15年）に奈良県立療養所松籟荘として創設され、結核治療に寄与する。1947年（昭和22年）に厚生省に移管し、国立療養所松籟荘となる。その後、結核患者の減少にともなって1967年（昭和42年）に精神療養所に転換した。
2004年（平成16年）、独立行政法人国立病院機構松籟荘病院として新たに発足。2011年（平成23年）に独立行政法人国立病院機構やまと精神医療センターに名称変更。

## 診療科
- 精神科[2]
- 心療内科[2]
- 脳神経内科[2]

## 指定・認定
（下表の出典）
| 保険医療機関                                                               | 生活保護法指定医療機関                 |
| 指定自立支援医療機関（精神通院医療）                                       | 原子爆弾被害者一般疾病医療取扱医療機関 |
| 精神保健及び精神障害者福祉に関する法律に基づく指定病院又は応急入院指定病院 | 臨床研修病院                           |
| 精神保健指定医の配置されている医療機関                                     | 精神科応急入院指定病院                 |

- 医療観察法に基づく指定入院医療機関
- このほか、各種法令による指定・認定病院であるとともに、各学会の認定施設でもある。

## 交通アクセス
- JR大和路線「大和小泉駅」から奈良交通バスにて「松尾寺口」停留所下車[3]。
- 近鉄橿原線「近鉄郡山駅」から奈良交通バスにて「松尾寺口」停留所下車[3]。